# Lee Keun-ho
Đây là một tên người Triều Tiên, họ là Lee.
Lee Keun-ho (tiếng Hàn: 이근호, sinh ngày 11 tháng 4 năm 1985) là một cầu thủ bóng đá Hàn Quốc thi đấu cho Ulsan Hyundai và Đội tuyển bóng đá quốc gia Hàn Quốc.

## Thống kê sự nghiệp
| Đội tuyển bóng đá Hàn Quốc | Đội tuyển bóng đá Hàn Quốc | Đội tuyển bóng đá Hàn Quốc |
| Năm                        | Trận                       | Bàn                        |
| -------------------------- | -------------------------- | -------------------------- |
| 2007                       | 3                          | 1                          |
| 2008                       | 11                         | 5                          |
| 2009                       | 13                         | 2                          |
| 2010                       | 5                          | 0                          |
| 2011                       | 7                          | 2                          |
| 2012                       | 8                          | 5                          |
| 2013                       | 11                         | 3                          |
| 2014                       | 12                         | 1                          |
| 2015                       | 5                          | 0                          |
| Tổng cộng                  | 75                         | 19                         |